# شخص حقیقی
شخص حقیقی یا شخص طبیعی (به انگلیسی: natural person) به هر یک از افراد نوع بشر گفته می‌شود. این واژه در مقابل واژهٔ شخص حقوقی که ممکن است شخص حقوقی حقوق عمومی مانند دولت یا شخص حقوقی حقوق خصوصی مانند یک شرکت تجاری یا یک نهاد غیر تجارتی باشد، قرار می‌گیرد.

## ویژگی‌های شخص حقیقی
شخص حقیقی که شخص طبیعی هم گفته می‌شود، ویژهٔ هر یک از آدمیان است که می‌تواند طرف حق قرار بگیرد چه آن که از مباشرت در استیفای آن به جهت حَجر ممنوع باشد یا نباشد. در واقع، شخصیت حقوقی نیز بنا به مصالح شخصیت حقیقی بنیان گذاری شد.

### انحصاراوضاع حقوقیتولد و مرگ به شخص حقیقی
درست است که شخص حقوقی نیز در یک روزی به وجود می‌آید و در روزی هم به پایان می‌رسد، ولی گفتن اصطلاح تولد یا مرگ به این قبیل اشخاص، به دور از معنی است. برای اشخاص حقوقی، به جای تولد، روز تإسیس و به جای مرگ، انحلال به کار می‌رود زیرا تولد به معنای به وجود آمدن از راه زاییده شدن است هرچند مجازاً به هر پیدایشی گفته شود.

### انحصارحقوق طبیعیبه اشخاص حقیقی
منظور از واژهٔ حقوق در این بخش، جمع واژهٔ حق می‌باشد نه علم حقوق! پس مختصراً حقوق طبیعی به حقوقی گفته می‌شود که برگرفته از ویژگی و طبیعت اشخاص باشد و ماهیت این حقوق نیز کاملاً طبیعی است و نیازی به تإسیس ندارد. بنا بر این، اشخاص حقوقی نمی‌توانند دارای این حقوق باشند. حقوقی مانند حق پدر-فرزندی، ازدواج، حق حضانت و مانند اینها نمی‌توانند برای شخص حقوقی حتی تصور شوند. مگر این که آن قدر دایرهٔ اعتبارات، گسترده شود که بخواهند محیطی کاملاً مجازی را برای آن قبیل اشخاص متصور باشند. چگونه می‌شود حق ازدواج را برای این قبیل اشخاص قایل شد در حالی که طرفیت در حق ازدواج، محتاج طبیعت خاصی است که شخص حقوقی دارای این طبیعت نیست. البته ممکن است در برخی نظامهای حقوقی، حق حضانت به شخص حقوقی نیز واگذارده شود؛ ولی نزدیکتر به واقع، آن است که تحمیل تکلیف حضانت به این قبیل اشخاص، جایز باشد و از مجرای حق، حضانت قابلیت تحمیل به این اشخاص را نداشته باشد.

### انحصار ارتکاب جرم به اشخاص حقیقی
خیلی از نوگرایان، بر این باور هستند که شخص حقوقی نیز می‌تواند مرتکب جرم شود. اینان حتی چنین مثال می‌آورند که یک شرکت مطبوعاتی می‌تواند به شخص یا شرکتی توهین کند پس مرتکب جرم شده‌است. درست این است که شخص حقوقی اصلاً توان ارتکاب جرم را ندارد. حتی با بدترین مرامهایی که در اساسنامه اش باشد، در فرجام این شخص حقیقی است که به نمایندگی از شخص حقوقی در ارتکاب جرم، مباشرت می‌کند.
برای عدم امکان مباشرت شخص حقوقی در ارتکاب جرم، چنین استدلال می‌شود:
- هدف از جرم انگاری، کیفردهی است.
- جرمی که قابلیت کیفردهی را داشته باشد، محتاج سه عنصر زیر است:
  - الف- عنصر مادی
  - ب- عنصر معنوی
  - ج- عنصر قانونی
- عنصر معنوی، نیازمند دارا بودن اراده است.
- شخص حقوقی به خودی خود و بینیاز از نمایندهٔ خود، اراده‌ای ندارد.
- نسبت به شخص حقوقی یک عنصر، امکان تحقق ندارد.

«پس شخص حقوقی نمی‌تواند مستقلاً مجرم باشد.»
در پاسخ به این پرسش که محدود کردن شخص حقوقی آیا نوعی کیفردهی است یا نه و این که آیا نباید به واسطهٔ مرامی بد از یک شخص حقوقی، آن را بتوان کیفر داد، باید گفت که در هر حال، حریم حقوق کیفری اگر بخواهد با واقعیات همسو باشد، ناگزیر از قبول استدلال فوق در خصوص عدم امکان ارتکاب جرم از سوی اشخاص حقوقی است.
با این همه، بیشتر نظام‌های حقوقی، مجازات شخص حقوقی را درست پنداشته‌اند و حتی مجازات حبس را نیز جهت اجرا، برای همسانسازی با طبیعت و اقتضای حال شخص حقوقی، تبدیل به تعطیلی موقت کرده‌اند و مجازات اعدام را نیز با حکم به انحلال، جایگزین کرده‌اند و در برخی موارد، شخص حقوقی را محکوم به پرداخت جزای نقدی نیز می‌کنند.

## مقایسهٔ شخص حقیقی باشخص حقوقی
- شخص حقیقی به هر یک از افراد انسانی گفته می‌شود که دارای حقوق و مسئولیت‌های مشخصی در جامعه می‌باشد. شخص حقوقی به یک نهاد، مؤسسه، شرکت یا سازمان گفته می‌شود که برای آن نیز حقوق و مسئولیت‌های قانونی لحاظ گردیده‌است.
- مجازات‌هایی که برای شخص حقیقی در نظر می‌گیرند، عیناً دربارهٔ شخص حقوقی قابل اجرا نیست؛ شخص حقیقی را می‌توان محکوم به حبس و در موارد اشد مجازات بسته به جرم ارتکابی به اعدام محکوم ساخت. این مسئله دربارهٔ شخص حقوقی به صورت جریمه یا انحلال نمود پیدا می‌کند. معادل حبس برای شخص حقوقی توقیف و تعطیل فعالیت‌های آن است
- شخص حقیقی تنها می‌تواند از حقوق طبیعی مانند حق ازدواج بهره‌مند شود ولی شخص حقوقی، نمی‌تواند.